# Замок Фрондзола
Замок Фро́ндзола (итал. Castello di Fronzola) находится в Поппи, в провинции Ареццо, в области Тоскана, Италия.
Первое упоминание о замке относится к началу XI века — исторические документы 1027 года отмечают его как один из самых больших замков в Квазентино. Равно как и многие другие замки области Тоскана, этот замок ранее принадлежал графам Гвиди. В 1440 году был практически до основания разрушен флорентийской армией.
Остатки замка находятся недалеко от коммуны Поппи. Сам замок располагался на высоком холме, и благодаря этому был значительно укреплён и практически не приступен. В настоящий момент от замка остались только внушительные руины, которые заросли травой.
Перед замком сохранился также участок мощёной дороги протяжённостью порядка 100 метров. С развалин замка открывается красивейшая панорама. Из строений лучше всего сохранилась часовня.